# Skråsstjärnen
Skråsstjärnen är en sjö i Ljusdals kommun i Hälsingland och ingår i Delångersåns huvudavrinningsområde. Sjön är 8,3 meter djup, har en yta på 0,146 kvadratkilometer och befinner sig 299,4 meter över havet.

## Delavrinningsområde
Skråsstjärnen ingår i det delavrinningsområde (686596-151972) som SMHI kallar för Mynnar i Lumpån. Medelhöjden är 341 meter över havet och ytan är 4,9 kvadratkilometer. Det finns inga avrinningsområden uppströms utan avrinningsområdet är högsta punkten. Vattendraget som avvattnar avrinningsområdet har biflödesordning 4, vilket innebär att vattnet flödar genom totalt 4 vattendrag innan det når havet efter 77 kilometer. Avrinningsområdet består mestadels av skog (82 procent). Avrinningsområdet har 0,15 kvadratkilometer vattenytor vilket ger det en sjöprocent på 3 procent.